# Little Compton
Little Compton és una població dels Estats Units a l'estat de Rhode Island. Segons el cens del 2000 tenia 3.593 habitants.

## Demografia
Segons el cens del 2000, Little Compton tenia 3.593 habitants, 1.475 habitatges, i 1.041 famílies. La densitat de població era de 66,5 habitants per km².
Dels 1.475 habitatges en un 27,7% hi vivien nens de menys de 18 anys, en un 60,7% hi vivien parelles casades, en un 6,8% dones solteres, i en un 29,4% no eren unitats familiars. En el 24,5% dels habitatges hi vivien persones soles l'11,7% de les quals corresponia a persones de 65 anys o més que vivien soles. El nombre mitjà de persones vivint en cada habitatge era de 2,44 i el nombre mitjà de persones que vivien en cada família era de 2,92.
Per edats la població es repartia de la següent manera: un 21,7% tenia menys de 18 anys, un 5,1% entre 18 i 24, un 25,7% entre 25 i 44, un 29,8% de 45 a 60 i un 17,7% 65 anys o més.
L'edat mediana era de 44 anys. Per cada 100 dones de 18 o més anys hi havia 93,1 homes.
La renda mediana per habitatge era de 55.368$ i la renda mediana per família de 62.750$. Els homes tenien una renda mediana de 43.199$ mentre que les dones 28.676$. La renda per capita de la població era de 32.513$. Aproximadament el 3,7% de les famílies i el 3,4% de la població estaven per davall del llindar de pobresa.